# UAE Team ADQ/2023

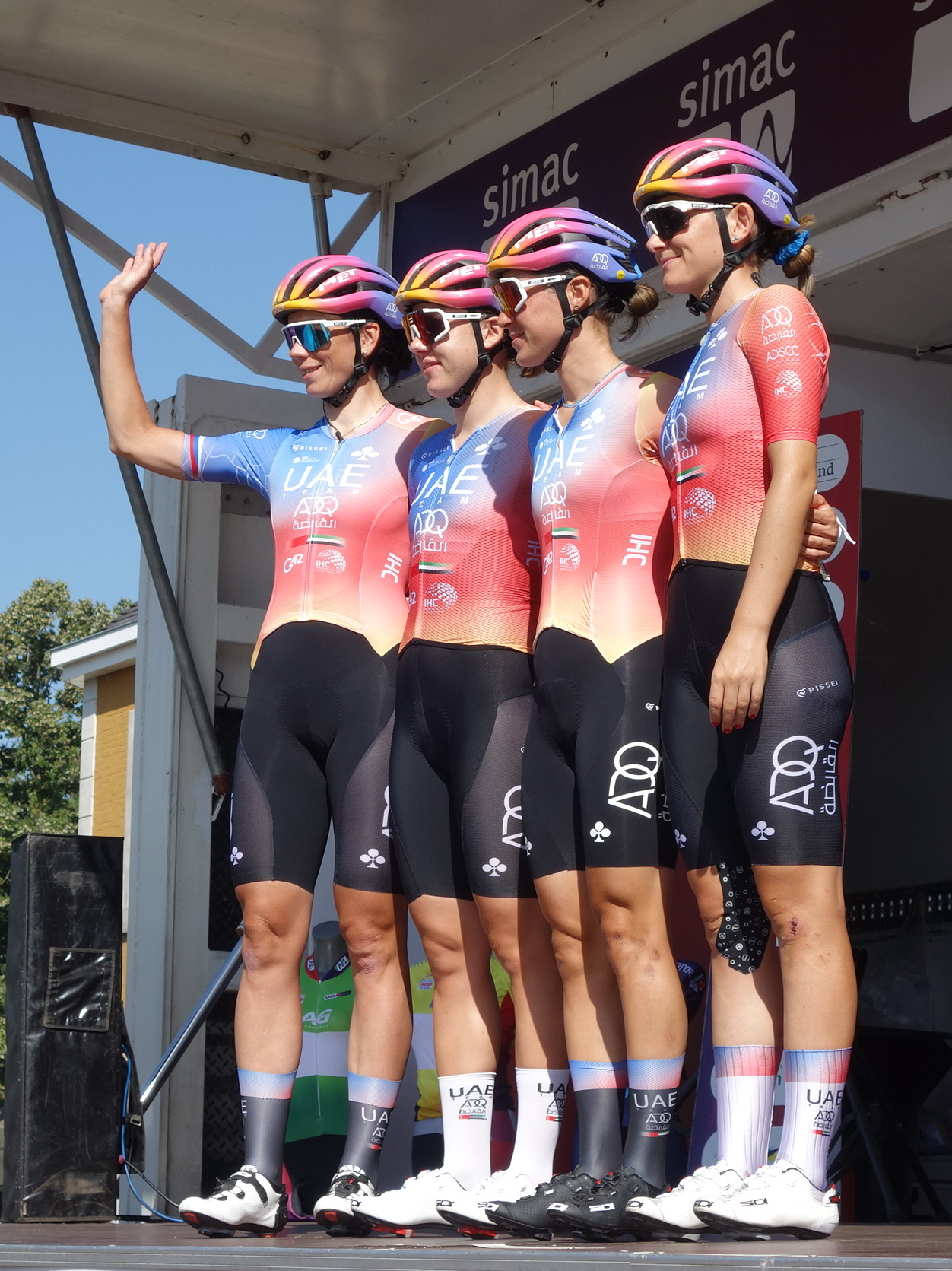
De ploeg in de Simac Ladies Tour 2023.

Deze pagina geeft een overzicht van de vrouwenwielerploeg UAE Team ADQ in 2023.

## Algemeen
Teammanager: Rubens Bertogliati
Ploegleiders: Nicolas Marche
Fietsmerk:

## Renners

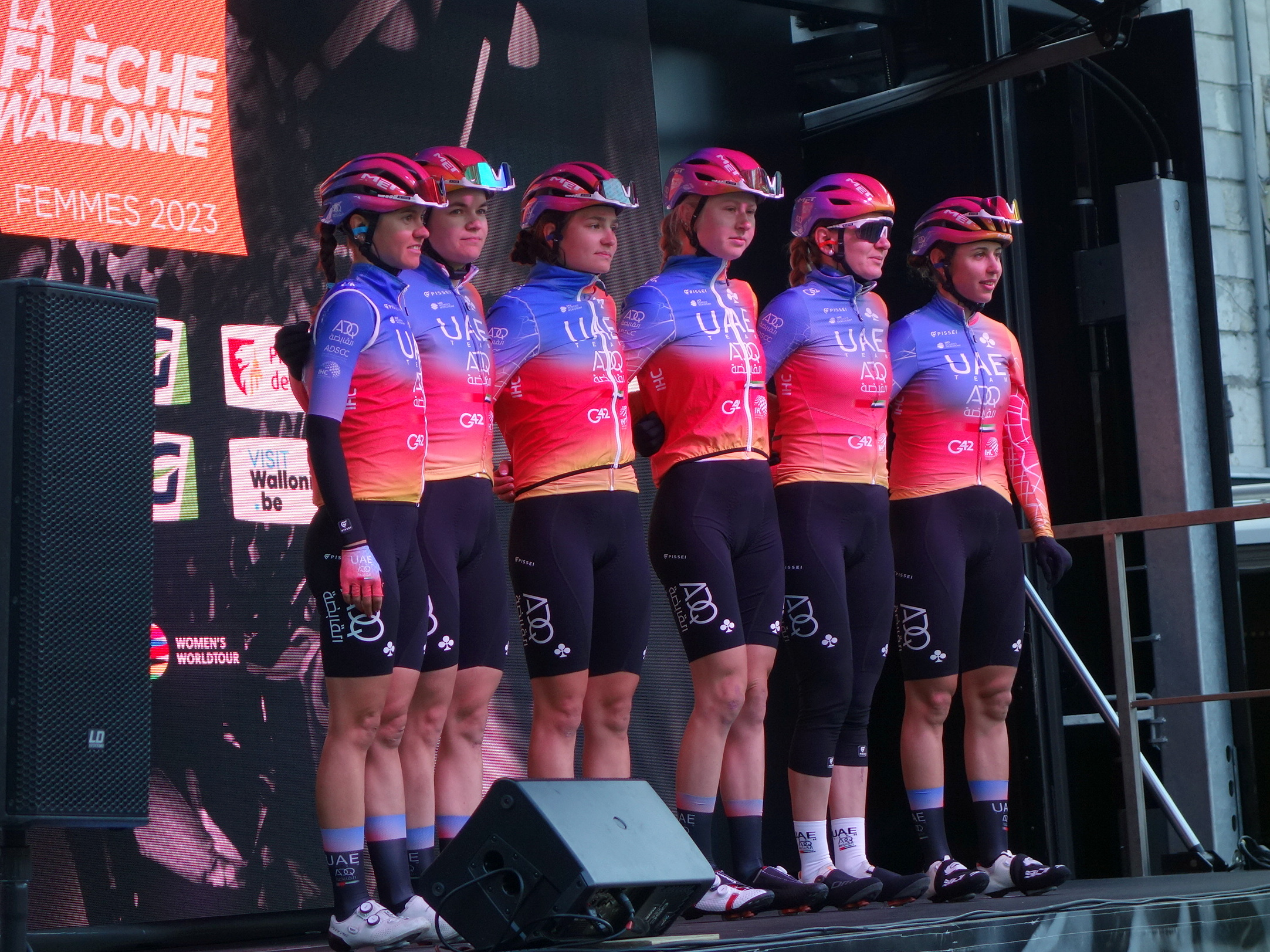
De ploeg in de Waalse Pijl 2023.

| Naam                | Geboortedatum | Nationaliteit                | Ploeg 2022              |
| ------------------- | ------------- | ---------------------------- | ----------------------- |
| Safia al Sayegh     | 23-09-2001    | Verenigde Arabische Emiraten |                         |
| Alena Amialiusik    | 06-02-1989    | Wit-Rusland                  | Canyon//SRAM Racing     |
| Olivia Baril        | 10-10-1997    | Canada                       | Valcar-Travel & Service |
| Marta Bastianelli   | 30-04-1987    | Italië                       |                         |
| Sofia Bertizzolo    | 21-08-1997    | Italië                       |                         |
| Eugenia Bujak       | 25-06-1989    | Slovenië                     |                         |
| Chiara Consonni     | 24-06-1999    | Italië                       | Valcar-Travel & Service |
| Eleonora Gasparrini | 25-03-2002    | Italië                       | Valcar-Travel & Service |
| Mikayla Harvey      | 07-09-1998    | Nieuw-Zeeland                | Canyon//SRAM Racing     |
| Elizabeth Holden    | 12-09-1997    | Verenigd Koninkrijk          | Le Col-Wahoo            |
| Alena Ivanchenko    | 16-11-2003    | Rusland                      |                         |
| Karolina Kumięga    | 16-04-1999    | Polen                        | Valcar-Travel & Service |
| Erica Magnaldi      | 24-08-1992    | Italië                       |                         |
| Silvia Persico      | 25-07-1997    | Italië                       | Valcar-Travel & Service |
| Laura Tomasi        | 01-01-1999    | Italië                       |                         |
| Anna Trevisi        | 08-05-1992    | Italië                       |                         |

### Vertrokken
| Naam               | Geboortedatum | Nationaliteit       | Ploeg 2023               |
| ------------------ | ------------- | ------------------- | ------------------------ |
| Maaike Boogaard    | 24-08-1998    | Nederland           | AG Insurance NXTG        |
| Mavi García        | 02-01-1984    | Spanje              | Liv Racing Xstra         |
| Maria Novolodskaja | 28-07-1999    | Rusland             | Lifeplus Wahoo           |
| Alessia Patuelli   | 22-12-2002    | Italië              | Bepink                   |
| Urša Pintar        | 03-10-1985    | Slovenië            | BTC City Ljubljana Scott |
| Sophie Wright      | 15-03-1999    | Verenigd Koninkrijk | Plantur-Pura             |
| Linda Zanetti      | 10-03-2002    | Zwitserland         | UAE Development Team     |

## Overwinningen
| Nationale kampioenschappen wielrennen Verenigde Arabische Emiraten - tijdrit U23: Safia al Sayegh Verenigde Arabische Emiraten - wegwedstrijd: Safia al-Sayegh Verenigde Koninkrijk - tijdrit: Elizabeth Holden Ronde van de Verenigde Arabische Emiraten Ploegenklassement: *1) Setmana Ciclista Valenciana Puntenklassement: Olivia Baril Jongerenklassement: Eleonora Gasparrini Ploegenklassement: *2) Le Samyn Marta Bastianelli Brabantse Pijl Silvia Persico Festival Elsy Jacobs 1e etappe: Marta Bastianelli | Trofee Maarten Wynants Chiara Consonni Ronde van Spanje Ploegenklassement: *3) RideLondon Classique Jongerenklassement: Eleanora Gasparrini Ronde van Zwitserland 3e etappe: Eleanora Gasparrini Ronde van Italië 9e etappe: Chiara Consonni Ronde van Scandinavië Jongerenklassement: Aljona Ivantsjenko Grote Prijs Beerens Chiara Consonni* | Tour de l'Ardèche 7e etappe: Olivia Baril Jongerenklassement: Aljona Ivantsjenko Ronde van Romandië 1e etappe: Sofia Bertizzolo Puntenklassement: Sofia Bertizzolo Ronde van Chongming 3e etappe: Chiara Consonni Eindklassement: Chiara Consonni Puntenklassement: Chiara Consonni |

* Namens de opleidingsploeg
*1) Ploeg Ronde van de Verenigde Arabische Emiraten: Bastianelli, Bujak, Consonni, Harvey, Persico, Trevisi
*2) Ploeg Setmana Ciclista Valenciana: Amialiusik, Baril, Bertizzolo, Gasparrini, Holden, Magnaldi, Tomasi
*3) Ploeg Ronde van Spanje: Baril, Bujak, Harvey, Ivanchenko, Kumiega, Magnaldi, Persico
2011 · 2012 · 2013 · 2014 · 2015 · 2016 · 2017 · 2018 · 2019 · 2020 · 2021 · 2022 · 2023 · 2024 · 2025
Canyon-SRAM · DSM · EF Education-TIBCO-SVB · FDJ-SUEZ · Fenix-Deceuninck · Human Powered Health · Israel Premier Tech Roland · Jayco AlUla · Jumbo-Visma · Liv Racing TeqFind · Movistar · SD Worx · Trek-Segafredo · UAE Team ADQ · Uno-X